# Miért, maga bohóc?
A Miért, maga bohóc? a Republic stúdióalbuma 2011-ből.

## Dalok
1. Én veled úgy vagyok (Boros Csaba–Cipő)
2. Gyere holnap (Bódi László)
3. Fekete függöny (Tóth Zoltán)
4. Még egyszer nyár (Bódi László)
5. Hol vagy, ha szeretsz? (Bódi László)
6. Sose voltál, mindig vagy (Boros Csaba–Bódi László)
7. Háború (Boros Csaba, Patai Tamás–Boros Csaba)
8. Hógolyózzunk (Tóth Zoltán)
9. Róma fényein túl (Tóth Zoltán)
10. Gótika (instrumentális) (Tóth Zoltán)

## Közreműködtek
- Tóth Zoltán – elektromos gitár, Roland A90 Master keyboard, ének, vokál, egyebek
- Patai Tamás – Fender Stratocaster gitár, vokál
- Nagy László Attila – Gretch dobok, Roland TD20 KX, ütőhangszerek
- Boros Csaba – Fender Precision basszusgitár, akusztikus gitár, ének, vokál
- „Cipő” – ének, zongora
- Szabó András – hegedű
- Halász Gábor – Takamine EF261San, Aria Sandpiper akusztikus gitárok
- „Brúnó” Mátthé László – csörgő, kolomp

## Toplistás szereplése
Az album 15 héten át szerepelt a Mahasz Top 40-es eladási listáján, legjobb helyezése 11. volt. A 2011-es éves összesített listán az eladott példányszámok alapján 73. helyen végzett, a 2012-es összesítésben a chartpozíciók alapján lett 73.